# AN/ARC-164

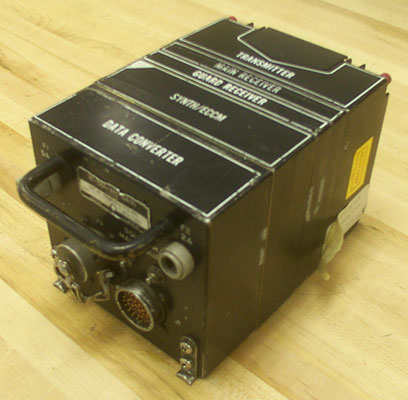
ARC-164 ресивер/трансмітер (RT-1504)

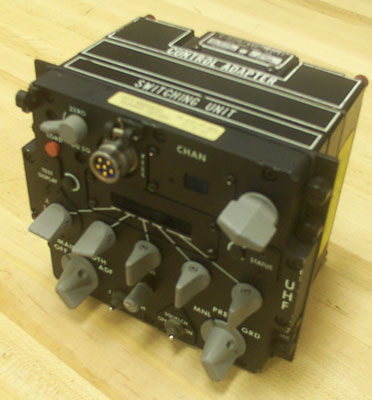
ARC-164 контрольна панель (C-11719)

AN/ARC-164 -  Американська авіаційна УКХ радіостанція. Прийнята на озброєння в 1974 у. Використовується на літак ах  B-52G / H, B-1B,  C/EC/RC-26D, KC-135, C-23, C-130, C-141, F-15 , F-16 та вертолітах UH-1D, CH-47, H-53, H-60.

## Основні технічні характеристики
- Діапазон робочих частот: 225-399.975 MHz
- Потужність: 10 Вт
- Точність настройки: 2,4 кГц
- Можливість моніторингу каналу Military Air Distress на частоті 243 МГц одночасно з прийомом будь-який інший частоти.
- Середній час напрацювання на відмову (не більше): 1000 час ів
- Варіанти установки - дистанційна (з виносним пультом управління для установки в панель) і панельна (коли весь прилад встановлений в панель).
- Кількість виготовлених станцій: більше 60000 за 20 років.
- Габарити: 12,7 х 12,7 х 19,3 см